# Tuffi ai XVIII Giochi asiatici - Trampolino 1 metro femminile
La competizione dei tuffi dal trampolino 1 metro femminile dei XVIII Giochi asiatici si è disputata il 31 agosto 2018 presso il Gelora Bung Karno Aquatic Stadium, a Gelora, Giacarta Centrale, in Indonesia.  La gara si è svolta in due turni (preliminare e finale), in ognuno dei quali l'atleta ha eseguito una serie di cinque tuffi.

## Programma
| Data           | Ora (UTC+7) | Turno       |
| -------------- | ----------- | ----------- |
| 31 agosto 2018 | 11:55       | Preliminari |
| 31 agosto 2018 | 19:15       | Finale      |

## Risultati

### Preliminare
| Class | Atleta                    | Nazione        | Tuffi | Tuffi | Tuffi | Tuffi | Tuffi | Totale |
| Class | Atleta                    | Nazione        | 1     | 2     | 3     | 4     | 5     | Totale |
| ----- | ------------------------- | -------------- | ----- | ----- | ----- | ----- | ----- | ------ |
| 1     | Wang Han                  | Cina           | 61.20 | 65.00 | 57.50 | 57.60 | 66.30 | 307.60 |
| 2     | Chen Yiwen                | Cina           | 58.80 | 55.20 | 60.00 | 68.90 | 62.40 | 305.30 |
| 3     | Kim Su-ji                 | Corea del Sud  | 52.80 | 54.60 | 48.30 | 54.00 | 47.30 | 257.00 |
| 4     | Nur Dhabitah Sabri        | Malaysia       | 50.40 | 46.80 | 49.45 | 51.60 | 54.60 | 252.85 |
| 5     | Kim Kwang-hui             | Corea del Nord | 49.20 | 48.30 | 46.80 | 54.60 | 45.00 | 243.90 |
| 6     | Kim Na-mi                 | Corea del Sud  | 50.40 | 35.10 | 51.75 | 50.40 | 49.50 | 237.15 |
| 7     | Minami Itahashi           | Giappone       | 50.40 | 46.20 | 44.85 | 39.60 | 54.60 | 235.65 |
| 8     | Kim Mi-hwa                | Corea del Nord | 51.60 | 46.00 | 32.40 | 52.00 | 38.85 | 220.85 |
| 9     | Leong Mun Yee             | Malaysia       | 50.40 | 46.80 | 46.00 | 20.40 | 46.80 | 210.40 |
| 10    | Della Dinarsari Harimurti | Indonesia      | 37.80 | 45.50 | 42.55 | 44.40 | 39.60 | 209.85 |
| 11    | Eka Purnama Indah         | Indonesia      | 40.95 | 39.00 | 44.85 | 27.60 | 44.40 | 196.80 |
| 12    | Chan Lam                  | Hong Kong      | 38.50 | 44.40 | 33.00 | 31.00 | 31.50 | 178.40 |

### Finale
| Class   | Atleta                    | Nazione        | Tuffi | Tuffi | Tuffi | Tuffi | Tuffi | Totale |
| Class   | Atleta                    | Nazione        | 1     | 2     | 3     | 4     | 5     | Totale |
| ------- | ------------------------- | -------------- | ----- | ----- | ----- | ----- | ----- | ------ |
| Oro     | Wang Han                  | Cina           | 63.60 | 68.90 | 60.95 | 61.20 | 68.90 | 323.55 |
| Argento | Chen Yiwen                | Cina           | 61.20 | 55.20 | 58.80 | 65.00 | 66.30 | 306.50 |
| Bronzo  | Kim Su-ji                 | Corea del Sud  | 55.20 | 57.20 | 49.45 | 54.00 | 49.50 | 265.35 |
| 4       | Nur Dhabitah Sabri        | Malaysia       | 55.20 | 58.50 | 49.45 | 49.20 | 50.70 | 263.05 |
| 5       | Kim Na-mi                 | Corea del Sud  | 54.00 | 35.10 | 48.30 | 46.80 | 46.20 | 230.40 |
| 6       | Minami Itahashi           | Giappone       | 51.60 | 45.10 | 37.95 | 40.80 | 50.70 | 226.15 |
| 7       | Kim Mi-hwa                | Corea del Nord | 50.40 | 41.40 | 44.40 | 46.80 | 43.05 | 226.05 |
| 8       | Leong Mun Yee             | Malaysia       | 50.40 | 50.70 | 34.50 | 39.60 | 49.40 | 224.60 |
| 9       | Eka Purnama Indah         | Indonesia      | 42.00 | 44.20 | 42.55 | 43.20 | 50.40 | 222.35 |
| 10      | Kim Kwang-hui             | Corea del Nord | 51.60 | 37.95 | 13.20 | 48.10 | 46.25 | 197.10 |
| 11      | Della Dinarsari Harimurti | Indonesia      | 31.50 | 39.00 | 41.40 | 39.60 | 37.20 | 188.70 |
| 12      | Chan Lam                  | Hong Kong      | 29.70 | 40.80 | 30.80 | 30.00 | 18.90 | 150.20 |